# Alasmidonta undulata
Alasmidonta undulata је шкољка из реда Unionoida и фамилије Unionidae.

## Угроженост
Ова врста је безбедна од изумирања.

## Распрострањење
Alasmidonta undulata се налази у Канади (Квебек, Нова Шкотска, Нови Брунсвик и Онтарио) и САД (Вашингтон, Вирџинија, Вермонт, Делавер, Џорџија, Западна Вирџинија, Конектикат, Масачусетс, Мејн, Мериленд Њу Џерси, Њујорк, Њу Хемпшир, Пенсилванија, Род Ајленд, Северна Каролина Флорида и Јужна Каролина).

## Станиште
Станиште врсте су слатководна подручја. 